# Veciana
Veciana è un comune spagnolo di 157 abitanti situato nella comunità autonoma della Catalogna.